# レルドリン
レルドリン（Lelldorin）は、デイヴィッド・エディングスのファンタジー小説『ベルガリアード物語』および『マロリオン物語』に登場する架空の人物。

## 人物概略
アレンディアに住むアスター人。アスターの銘家ワイルダンター家の出身。《ダリネの書》、《ムリンの書》に代表される『光の予言』においては【弓師】と呼ばれ、ベルガリアードでは探索の旅の仲間になる。特徴としては、
- 赤みがかった金髪の持ち主で、ガリオンより3つ年上である。
- 弓の達人で、狙いを絶対にはずさない。矢も彼の手製で、矢羽で自身の矢であるかどうか判別できる。
- ガリオンの2番目の親友である。
- ベルガラス（Belgarath）から『歩く災厄』と言われるほどのトラブルメーカー。

である。妻はアリアナ（Ariana）。数人子供がいる模様。

## 人間性
単純明快で熱血漢、かつ向こう見ずで『考えるより行動する』タイプである。これはアレンディア人に共通している性格的な特徴だが、彼の場合は若いこともあり、非常に顕著である。その性格が災いして、あちこちで様々なトラブルを巻き起こす。
物事を熟考しないため、他者の説得で考えが二転三転することもあるが、最終的に「これが正しい」と結論づけたら徹底的にその考えを貫き通し、実行に移す。この要素は時に弱みとなり、時に強みとなる『諸刃の剣』といっても過言ではない。
だが、アレンディア人らしい義理人情と騎士道精神を常に心に抱いており、何があっても最後まで戦陣を離れることを拒み、仲間の危機には必ず駆けつける。つまり、いざというときには最高に頼りになる存在である。自分よりも護るべき者を優先し、心から愛し、信頼し、尊敬する――それが彼の最大の長所であろう。
ちなみに妻アリアナとは、『ずっと互いの目を真剣に見つめていられる』ほど熱い夫婦仲である。

## 『ベルガリアード物語』での活躍
彼がガリオンと出会うのは、霧の立ち込める、朝のボー・ワキューンの廃墟である。アレンディアの農奴制社会に憤慨するガリオンと戦う羽目になるが、やがて誤解が解ける。さらに、ガリオンと年が近いことから、すぐに互いに打ち解ける。親友になったガリオンに馬上でアレンディア王コロダリン（Korodullin）の暗殺計画を話す。が、おじのレルディゲン（Reldegen）の邸宅で、マーゴ人の大使ナチャク（Nachak）がその計画の首謀者であることを知ったガリオンに諭され、コロダリンに真実を打ち明けようとする。
しかしその矢先、怪物アルグロスとの戦いで重傷を負ったため、その役目をガリオンに託す。旅の仲間のうちで最初の戦線離脱者となった彼だが、ミンブル人の騎士マンドラレン（Mandorallen）の知人オルトレイン卿（Oltorain）の妹で、看護師としての能力を持つアリアナと恋に落ち、駆け落ちしてしまう。事実上お尋ね者になった彼は、リヴァ王になったばかりのガリオンにこの問題の解決を必死に頼みこみ、どうにか解決にこぎつけた。
ガリオンがトラク（Torak）征伐のため、ベルガラスやシルク（Silk）とともにリヴァから去ってからは、残留せざるをえなかったほかの仲間たちとともに対アンガラク戦争に参戦（妻アリアナも従軍看護師として戦争に参加する）。アスター人の弓兵隊の指揮官として【弓師】としての本領を発揮する。が、この戦いで従兄弟のトラシン（Torasin）をマロリーの軍勢に殺されてしまった。この悲劇は『マロリオン物語』で、彼の心の中で大きなわだかまりとなっていたことが判明する。

## 『マロリオン物語』での活躍
かつての仲間・マンドラレンが難題を抱え込み、ならず者のミンブル人貴族と内戦状態に陥りそうになったとき、彼がとった行動は『和解のための交渉』ではなく、『友への支援』であった。よりによって、彼は弓兵隊を率いてマンドラレンに加勢していたのである。結局、この内戦を鎮めるために現地に赴いた親友ガリオンに、マンドラレンともども叱られることとなる。これが『マロリオン』で彼が起こした最大最悪のトラブルである。
ガリオンと彼の妻セ・ネドラ（Ce'Nedra）との間に息子ゲラン（Geran）が誕生したとき、妻子を連れてリヴァまでお祝いに行った（このとき、マンドラレンをはじめとする他の仲間にも子供がいた）。
かつての仲間たちとともに、急成長しつつある熊神教徒の動向を知った時、彼は他の仲間たちの例にもれず、チェレクのジャーヴィクショルムにある熊神教徒の造船基地の襲撃に陸上から参加したり、ドラスニアのレオンにある熊神教徒の本拠地の襲撃にも協力した。レオン襲撃が終わったあと、ケルの女予言者シラディス（Cyradis）が現れ、ガリオンの息子ゲランを誘拐したのがザンドラマス（Zandramas）であることを知らされる。すぐにガリオンとともに探索に出ることを決心するが、彼女から今回の件については『予言』に名前が挙がっておらず、仮に同行すればガリオンに悲劇が訪れることを知らされ、やむなく参加を諦めざるをえなくなる。
だが、バラク（Barak）をはじめとするほかの仲間同様、簡単に支援を諦めない。バラクの息子ウンラク（Unrak）の一言がきっかけで、バラクの操る戦艦《海鳥号》に乗り、「ガリオン一行と合流しないよう」、彼らの足取りを求めてマロリーへ向かう。この集団失踪事件はアローン人国家の長の頭痛の種になる。
　
やがて、すべてを終えたガリオン一行を『もはや存在しない場所』で見つけ、《海鳥号》で救助したあと、ペリヴォー島に立ち寄る。その道中、従兄弟トラシンの命を奪ったマロリー軍を率いていたマロリー皇帝ザカーズ（Zakath）に激しい怒りをおぼえ、報復しようとするも止められる。『ダル・ペリヴォーの講和』ではマンドラレンがアレンディアの代表をつとめてくれたので、彼は関与しなかった。そして、ボー・ミンブルで《海鳥号》から降り、親友たちにしばらくの別れを告げるのだった――。